# Wing Chun (film)
Wing Chun, kinesisk film från 1994 regisserad av Woo-ping Yuen med Michelle Yeoh och Donnie Yen i huvudrollerna.

## Handling
Wing-chun jobbar i en tofukiosk i en liten by i Kina. Då den till synes fredliga byn ständigt faller offer för banditer har Wing-chun lärt sig Kung fu så att hon kan försvara byn. Tidigare var hon känd som den snygga fröken Tofu men sedan hon lärt sig Kung fu anses hon inte längre kvinnlig och attraktiv av männen i byn. En dag räddar hon en ung kvinna från banditerna. Hon börjar arbeta i tofukiosken och blir mycket populär bland männen som nu börjar kalla henne fröken Tofu istället.
En man på resande fot med namn Leung Pak-to kommer till byn. Han vill träffa sin barndomskompis Wing-chun och har hört att hon arbetar där under smeknamnet fröken Tofu. En förväxling sker då han inte vet att smeknamnet nu bärs av en annan kvinna. Wing-chun förstår misstaget men klarar inte att berätta det för Pak-to, som har misstagit Wing-chun för att vara man. En dag blir den unga fröken Tofu bortrövad av banditerna och Wing-chun, tillsammans med Pak-to, beger sig för att rädda henne. Under deras resa börjar sanningen klarna för Pak-to om Wing-chuns sanna identitet.

## Rollista (i urval)
| Michelle Yeoh | – Yim Wing-chun     |
| Donnie Yen    | – Leung Pak-to      |
| Pei-pei Cheng | – Wing Chuns lärare |